# Carapus
Genre
Carapus est un genre de poissons de la famille des Carapidae. 
La plupart des espèces vivent en symbiose avec des organismes benthiques comme des étoiles de mer ou des holothuries. Ces poissons vivent dans le cloaque de leurs symbiote.

## Liste des espèces
Selon Catalogue of Life (14 février 2015), FishBase (14 février 2015) et ITIS (14 février 2015) :
- Carapus acus (Brünnich, 1768)
- Carapus bermudensis (Jones, 1874)
- Carapus dubius (Putnam, 1874)
- Carapus mourlani (Petit, 1934)
- Carapus sluiteri (Weber, 1905)

Selon Paleobiology Database (14 février 2015) :
- Carapus smithvillensis

Selon World Register of Marine Species (14 février 2015) :
- Carapus acus (Brünnich, 1768)
- Carapus bermudensis (Jones, 1874)
- Carapus boraborensis (Kaup, 1856)
- Carapus dubius (Putnam, 1874)
- Carapus margaritiferae Barnard
- Carapus mourlani (Petit, 1934)
- Carapus sluiteri (Weber, 1905)